# 神崎昌久
神崎 昌久（こうざき まさひさ、1929年10月12日 - 2019年10月7日）は、日本の経営者。中山製鋼所社長を務めた。

## 来歴・人物
福岡県行橋市出身。1954年に九州工業大学工学部機械工学科を卒業し、同年に富士製鉄(のちの新日本製鐵)に入社。1985年6月に取締役に就任し、1989年6月に常務、1993年6月に副社長、1995年6月に常任顧問を経て、1997年3月に中山製鋼所最高顧問に就任し、同年6月には社長に昇格。2006年6月には取締役相談役に就任。
2019年10月7日に心不全のために死去。89歳没。